# Piotr Ilitch Tchaïkovski
« Tchaïkovski » redirige ici. Pour les autres significations, voir Tchaïkovski (homonymie).
Œuvres principales
- Concerto pour piano no 1 (1875)
- Le Lac des cygnes (1877)
- Symphonie no 4 (1878)
- Eugène Onéguine (1879)
- Hymne des Chérubins (1879)
- Concerto pour violon (1881)
- Sérénade pour cordes (1881)
- Ouverture 1812 (1882)
- Valse sentimentale (1882)
- Symphonie Manfred (1886)
- Symphonie no 5 (1888)
- La belle au bois dormant (1890)
- Casse-Noisette (1892)
- Symphonie no 6 en si mineur « Pathétique » (1893)

Liste des œuvres de Tchaïkovski
Piotr Ilitch Tchaïkovski ou Tchaïkovsky (en russe : Пётр Ильич Чайковский, /pʲɵtr ɪˈlʲjit͡ɕ t͡ɕɪjˈkofskʲɪj/ ) est un compositeur russe de l’époque romantique né le 25 avril 1840 (7 mai dans le calendrier grégorien) à Votkinsk et mort le 25 octobre 1893 (6 novembre dans le calendrier grégorien) à Saint-Pétersbourg
Compositeur éclectique, il est l'auteur notamment de onze opéras, six symphonies, quatre suites pour orchestre, cinq concertos, trois ballets, cent-six mélodies et une centaine de pièces pour piano.
Son œuvre, d'inspiration plus occidentale que celle de ses compatriotes contemporains, intègre des éléments occidentaux ou exotiques, mais ceux-ci sont additionnés à des mélodies folkloriques nationales. Tchaïkovski compose dans tous les genres, mais c'est dans la musique d'orchestre comme les symphonies, les suites, et les concertos qu'il déploie toute sa science et donne la mesure de son sens mélodique inspiré. C’est également lui qui donne ses lettres de noblesse à la musique de ballet, ajoutant une dimension symphonique à un genre auparavant considéré comme musicalement mineur.
Il incarne la figure dominante du romantisme russe du XIXe siècle.

## Biographie

### Enfance

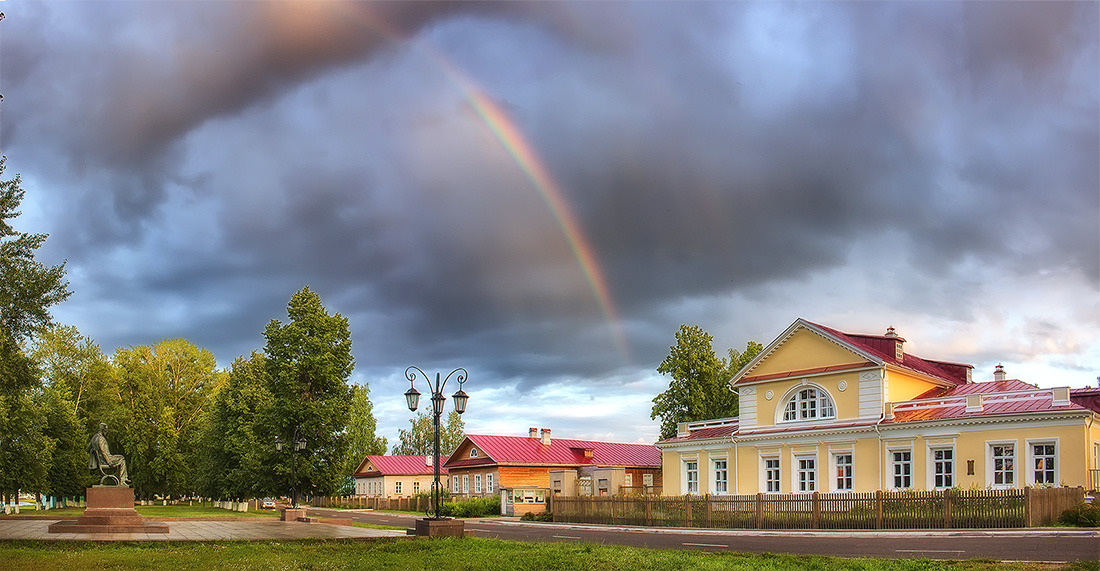
Maison de naissance de Tchaïkovski à Votkinsk en Russie.

Issu d'une famille de la noblesse, russe et d’origine cosaque, Piotr Ilitch Tchaïkovski naît à Votkinsk, une petite ville d’Oudmourtie située dans l’Oural (maison de naissance de Tchaïkovski). Il est le second fils d'Ilia Petrovitch Tchaïkovski (31 juillet 1795-21 janvier 1880), ingénieur des mines (lui-même fils de Piotr Fiodorovitch Tchaïka (1745-1818), connu plus tard sous le nom de Piotr Fiodorovitch Tchaïkovski), et d’Alexandra Andreïevna Assier (11 août 1812-25 juin 1854), d’origine française. Il a pour demi-sœur Zinaïda (née en 1829 d'un premier mariage de son père, devenu veuf par la suite), avec qui il aura des rapports difficiles, et pour frère aîné Nicolaï (1838-1911). Viennent ensuite en 1842 Alexandra (future princesse Davydov, dont il sera très proche et chez qui il passera de nombreuses vacances estivales), puis Hippolyte en 1843, et enfin, en 1850 les jumeaux Anatoli et Modeste. Ce dernier deviendra auteur dramatique, traducteur et librettiste au service, entre autres, des opéras de son frère : La Dame de pique ou Iolanta.

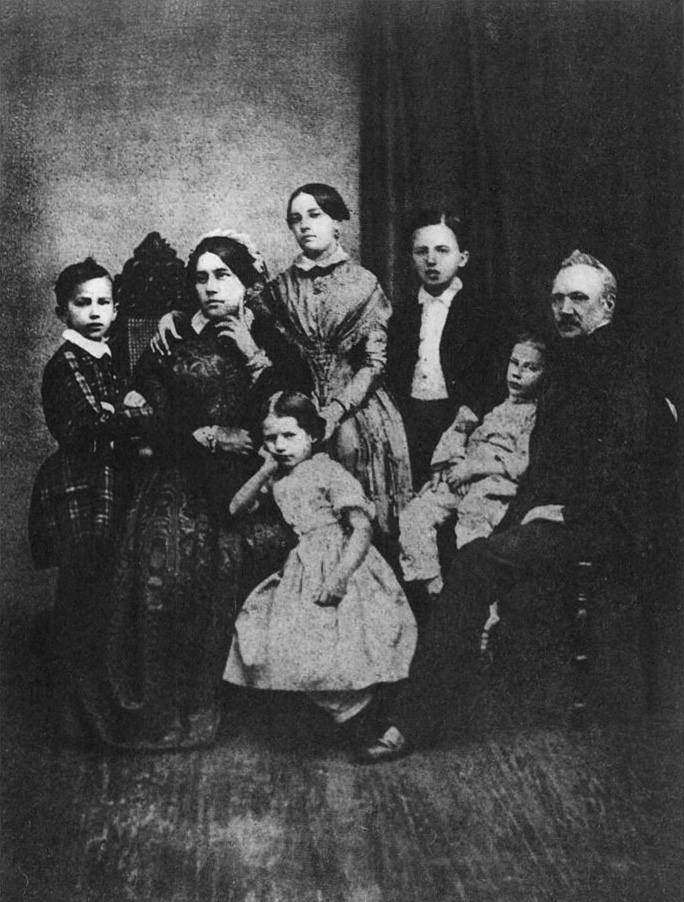
La famille Tchaïkovski en 1848.
De gauche à droite : Piotr, sa mère Alexandra Andreïevna, ses sœurs Alexandra (assise) et Zinaïda (debout), ses frères Nikolaï (debout) et Hippolyte (assis) et son père Ilia Petrovitch.

Les premiers efforts musicaux de Tchaïkovski sont des tentatives d’improvisation au piano. Lorsque sa mère se rend à Saint-Pétersbourg en septembre 1844, lui et sa sœur composent une chanson appelée Notre mère à Saint-Pétersbourg. Sa mère revient avec une gouvernante, Fanny Dürbach (1822-1901), qui passe quatre ans avec les Tchaïkovski (elle dit plus tard que ces quatre ans furent la période la plus heureuse de sa vie). Fanny comblait par son attention et son amour le manque d’affection de leur mère. Alexandra était une femme malheureuse, froide, une mère distante. Ainsi que le raconte plus tard Modeste, elle exprimait rarement des sentiments chaleureux ; elle était gentille, mais sa bonté était austère. Elle était peut-être pour Piotr la source de sa fascination pour les femmes vouées à l’échec, souffrantes et défavorisées (Roméo et Juliette, Francesca da Rimini, Le Lac des cygnes). Piotr, âgé de quatre ans et demi, demandait toujours à Fanny la permission d’assister aux leçons de ses frères et sœurs. Ainsi, à six ans, il parle très aisément le français et l’allemand.
À cinq ans, il commence le piano avec Maria Paltchikova. En moins de trois ans, il lit la musique aussi bien que son professeur. Au XIXe siècle, les familles aisées envoient leurs enfants dans des établissements d’enseignement spécialisé qui permettent aux élèves d’acquérir une vaste culture tout en les dirigeant vers une carrière professionnelle spécifique. L’aîné, Nikolaï, est envoyé à l’Institut Technologique de Saint-Pétersbourg. La famille déménage à Alapaïevsk en 1849, à la faveur d'une nouvelle nomination du père et l'année suivante, le « conseil de famille » décide d'envoyer Piotr, alors âgé de dix ans (trop jeune pour entrer dans quelque établissement que ce soit), au pensionnat pour deux années préparatoires au Collège impérial de la Jurisprudence tandis que la famille déménage à nouveau, cette fois-ci à Saint-Pétersbourg. La pension est une expérience douloureuse car Piotr adore sa mère et est déjà hypersensible. « Enfant de verre » fragile selon sa gouvernante française, il manque de confiance en lui et reste dans les jupes de sa mère. Son départ est traumatique ; ce fut l’une des séparations les plus brutales qu’il ait vécues, et qu’il n’oubliera jamais, la deuxième survenant quatre ans plus tard. Un autre traumatisme l'affecte durablement. Pris en charge par Nikolaï Modestovitch Vakar, un oncle ami de la famille, qui accepte le rôle de tuteur, une épidémie de scarlatine se déclare dans la classe de Piotr, les enfants devant réglementairement être pris en quarantaine. Nikolaï, apitoyé, fait cependant revenir Piotr chez lui alors qu'il a contracté l'infection. Piotr contamine le jeune fils de cinq ans de Nikolaï qui en meurt. Piotr s'accuse d'être un criminel et affirme dans ses lettres que le « fatum » le conduira à un destin tragique.

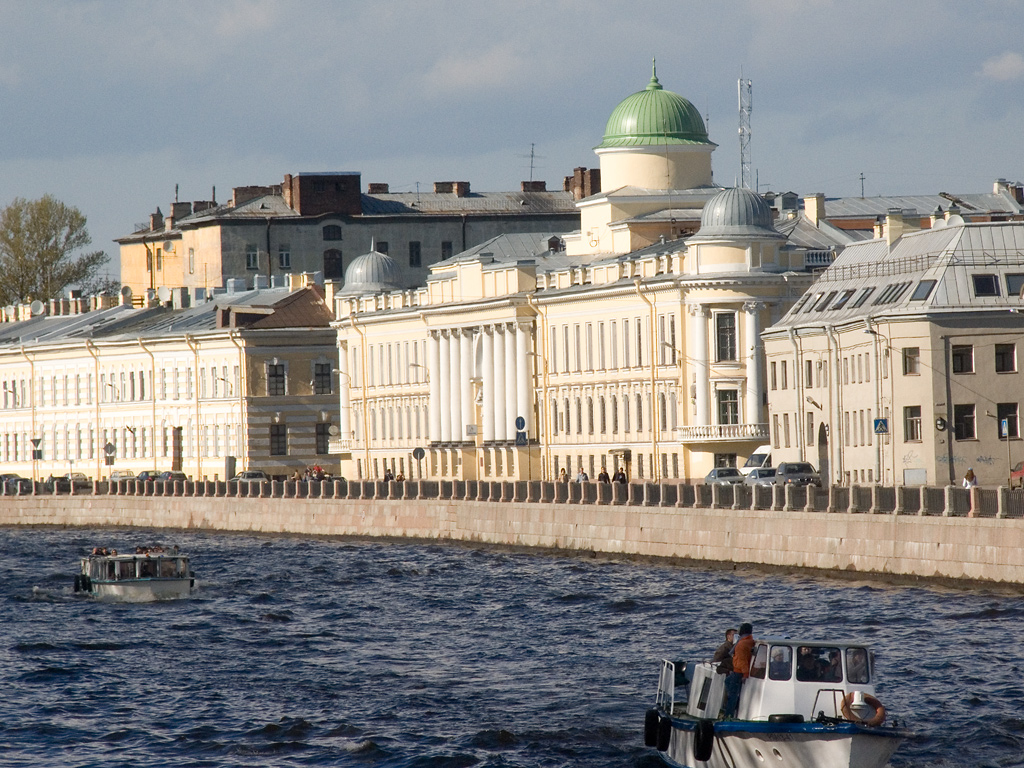
Le Collège impérial de la Jurisprudence à Saint-Pétersbourg.

En 1852, Piotr Tchaïkovski entre au Collège impérial de la Jurisprudence et y demeure jusqu’en 1858. L'enseignement des arts n'était pas la priorité de l'école. Néanmoins, les élèves ont des leçons de chant et jouent d’instruments différents. Ils vont souvent à l’opéra, au théâtre ou à des concerts. Piotr Tchaïkovski dirige la section des sopranos du chœur de l’école, sous la direction de Gavril Lomakine, chef d’orchestre et professeur célèbre. Il lui arrive par exemple de chanter en solo lors de cérémonies liturgiques. Il est apprécié de tous malgré son manque d’ordre et sa distraction. Il reçoit donc une excellente éducation générale tout en poursuivant son instruction au piano avec le directeur de la bibliothèque des partitions, mais ses résultats scolaires sont médiocres.
Il se dirige progressivement vers une carrière musicale, chose courante à l’époque. De nombreux jeunes musiciens composaient et avaient un autre métier à côté. (Mikhaïl Glinka avait travaillé au ministère des Communications ; Alexandre Borodine était chimiste ; César Cui était ingénieur militaire; Nikolaï Rimski-Korsakov était officier de marine).
En juin 1854, sa mère meurt du choléra. Pendant deux ans, il ne peut évoquer cette perte dans les lettres qu’il écrit à Fanny Dürbach. Il se souviendra toute sa vie de ce triste jour. Sa mère a toujours encouragé son goût pour la musique et la réaction immédiate de Tchaïkovski, à la suite de cette perte, est de se tourner vers la musique. Il fait ses premiers vrais efforts de composition. C’est à cette époque que son homosexualité se manifeste de manière platonique en se cristallisant sur des amis, tels qu’Alexeï Apoukhtine ou Vladimir Gérard. Il se met aussi à fumer. Il dédicace l'Anastasie-valse à la gouvernante de son jeune frère.
De retour à Saint-Pétersbourg en automne, il commence à prendre des cours de chant avec Gavril Lomakine. En 1855, le père de Tchaïkovski finance pour son fils des études avec Rudolph Kündinger, professeur de piano de Nuremberg connu et, le consultant un jour à propos des perspectives d’une carrière musicale pour son fils, le pianiste répond qu’à part une bonne oreille musicale et une bonne mémoire, il n’y a rien chez Piotr laissant croire qu’il sera plus tard un bon compositeur ou même un bon interprète.

### Carrière

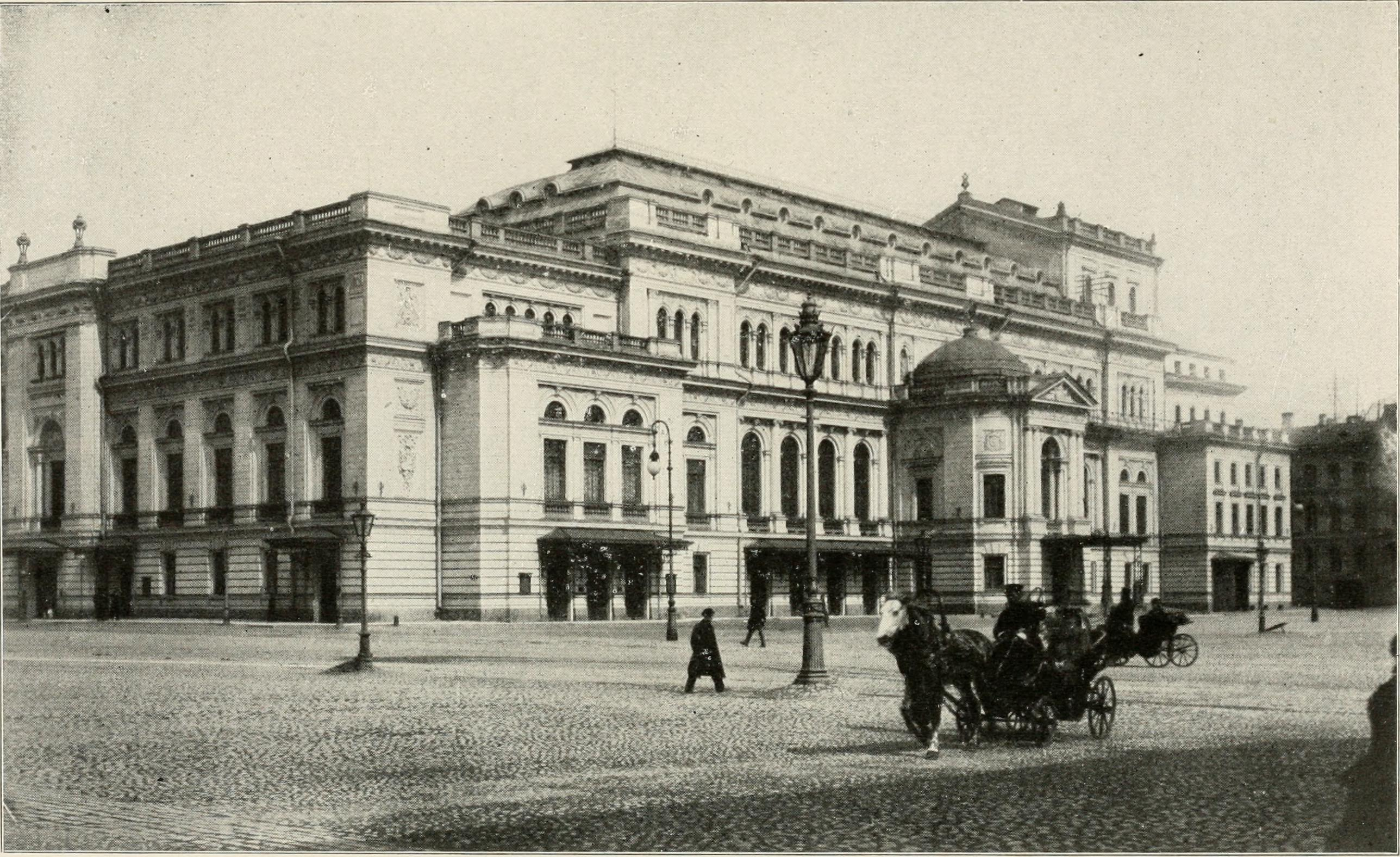
Conservatoire Rimski-Korsakov de Saint-Pétersbourg.

Tchaïkovski fait des études de droit à Saint-Pétersbourg, obtient son diplôme le 25 mai 1859 et est engagé comme secrétaire au ministère de la justice, le 15 juin. Il s’adonne déjà en amateur à la musique. Il n'éprouve aucun intérêt pour son emploi au ministère et confie à sa sœur, dans une de ses lettres : « On a fait de moi un fonctionnaire, et un mauvais fonctionnaire par-dessus le marché. » En 1861, Tchaïkovski commence à prendre des cours de théorie musicale à la Société musicale russe, sous l'enseignement de Nikolaï Zaremba. L'année suivante, Tchaïkovski le suit au Conservatoire de Saint-Pétersbourg, nouvellement fondé. Mais il ne veut pas quitter son emploi avant d'être certain d’être fait pour une carrière musicale.

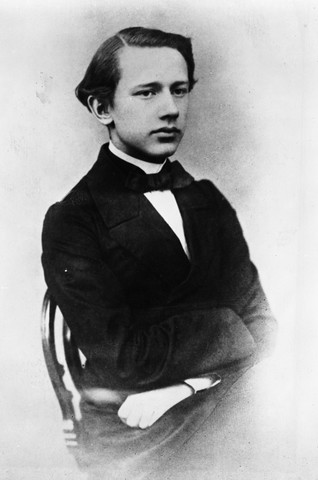
Tchaïkovski en 1863, année où il abandonne son emploi au ministère pour se consacrer à la musique.

Finalement, en 1863, il démissionne du ministère pour se consacrer à la musique. Depuis 1862 et jusqu'en 1865, il étudie l'harmonie, le contrepoint et la fugue avec Zaremba, ainsi que la composition et l'instrumentation avec le directeur et fondateur du Conservatoire, Anton Rubinstein. Il suit les cours de piano, de flûte et d'harmonie, et obtient son diplôme de fin d'études en décembre 1865. Rubinstein et Zaremba étaient impressionnés par le talent de Tchaïkovski, mais cela n'a pas empêché les affrontements ultérieurs à propos de sa première symphonie.
En 1866, le frère d'Anton Rubinstein, Nicolas, lui confie un poste de professeur de théorie musicale (qu’il occupe jusqu’en 1878), dans le tout nouveau conservatoire de Moscou (qui porte son nom depuis 1940). C’est à cette période qu’il compose avec acharnement sa première symphonie dite « Rêves d’hiver » ; il faillit faire une dépression nerveuse. Tissant des liens d’amitié avec plusieurs membres du Groupe des Cinq, il dédie même son ouverture-fantaisie Roméo et Juliette au fondateur de ce groupe, Mili Balakirev. Tchaïkovski compose sa deuxième symphonie à l'été 1872 et entreprend l’écriture de son premier concerto pour piano en si bémol mineur à l'hiver 1874. À l'été 1875, il écrit sa troisième symphonie. Il publie ses partitions aux éditions de Peter Jurgenson (1836-1903), avec qui il entretiendra des rapports cordiaux tout au long de sa vie.

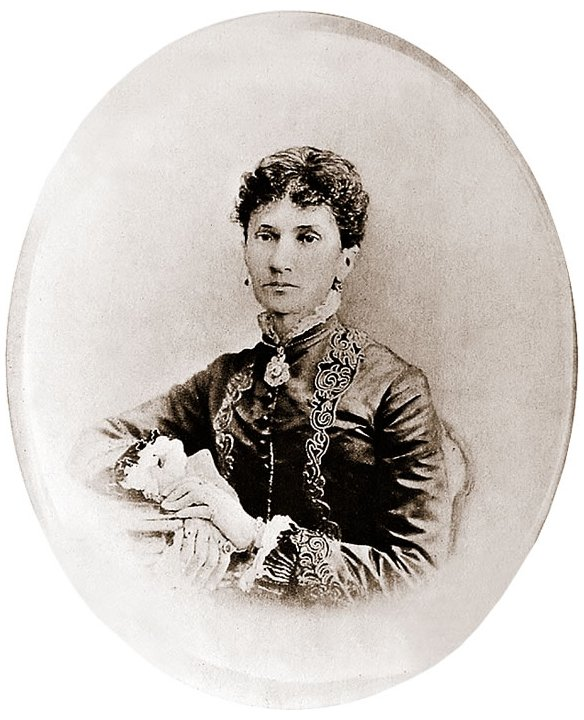
Nadejda von Meck.

L’année 1876 est marquée par sa relation épistolaire avec Nadejda von Meck. Celle-ci, grande admiratrice du compositeur, lui verse pendant treize années une pension alimentaire de 6 000 roubles par an, plaçant Tchaïkovski dans une situation beaucoup plus confortable qu’auparavant (Peu après, l'empereur Alexandre III lui versera 3 000 roubles par an, à vie). Leurs relations restent strictement épistolaires. En 1877, c’est à Mme von Meck que Tchaïkovski dédicace sa quatrième symphonie. Le 30 juillet de cette même année, le compositeur vit un des épisodes les plus sombres de sa vie : pour tenter de « guérir » son homosexualité, mettre un terme aux rumeurs et s'assurer une position sociale, il épouse Antonina Milioukova, une de ses anciennes élèves qui lui avait écrit une longue lettre enflammée, comme elle en avait déjà adressé à des banquiers, des généraux, des artistes en vogue et même des membres de la famille impériale. Ce mariage est un échec : deux mois après, Tchaïkovski raconte à son frère que, ne pouvant plus supporter la vue de sa femme, il a tenté de se suicider en plongeant dans la Moskova pour essayer de contracter une pneumonie,.
Il se sépare d’Antonina peu après. La même année, il compose néanmoins, sur commande du Théâtre Bolchoï, son premier ballet, Le Lac des cygnes, qui est un échec en raison d’une mise en scène inadéquate (il aura fallu vingt ans pour que la trame du ballet soit définitivement fixée par Marius Petipa et Lev Ivanov), ainsi qu’un opéra fondé sur un roman d'Alexandre Pouchkine : Eugène Onéguine.

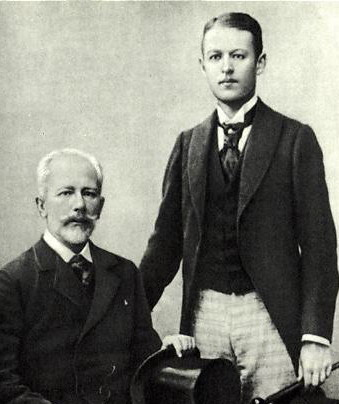
Avec son neveu Vladimir Bob Davydov.

De tous les compositeurs du XIXe siècle, il est l’un des seuls dont l’homosexualité soit très bien documentée (notamment ses amours platoniques ou ses liaisons avec Alexeï Apoukhtine, Alexis Sofronov, son domestique entré à son service à l’âge de quatorze ans, son élève Eduard Zak ou son neveu Vladimir Davydov, qui sera son héritier). L’un de ses biographes, André Lischke, écrit pourtant qu’il avait moins de problèmes qu’on ne le dit parfois sur sa sexualité et qu’il lui arrivait d’« en aborder les questions physiologiques avec une gaillardise totalement dépourvue de complexes ». De même, les membres de son entourage connaissaient très bien la vérité. Dans la biographie du compositeur qu’elle publie aux éditions Actes Sud, Nina Berberova raconte sa rencontre avec Praskovia Vladimirovna Tchaïkovskaïa, épouse d'Anatole, un des frères cadets de Piotr Ilitch. Celle-ci aborde d’elle-même le sujet de l’homosexualité en annonçant à Berberova : « Je lui ai chipé un amant […]. À Tiflis. […] Il ne m’a jamais pardonnée ! ».
En mars 1878, lors d’un voyage en Suisse, il est fasciné par la Symphonie espagnole d’Édouard Lalo et décide de composer un concerto pour violon et, avec l’aide de son jeune ami violoniste et mentor Josef Kotek, en apprend un peu plus sur les techniques du violon. Leopold Auer, le dédicataire du concerto, refuse de le jouer à cause de sa difficulté ; c’est Adolph Brodsky qui est au violon solo lors de la première, en 1881, de ce concerto pour violon en ré majeur.
Vers 1880, la réputation de Tchaïkovski se renforce considérablement en Russie et son nom commence à être connu à l’étranger, comme il peut le constater lors des voyages qu’il effectue cette même année. Il y remporte de nombreux succès et rencontre les grands compositeurs de son temps : Johannes Brahms qu'il estime, mais dont la musique ne le touche guère, Antonín Dvořák et Edvard Grieg, avec qui il noue des relations plus chaleureuses, et d'autres. Il séjourne régulièrement à Paris et a ses habitudes au Café de la Paix. L’Italie, où il voyage, lui inspire un certain nombre de pièces musicales, parmi lesquelles le Capriccio Italien. La célèbre Sérénade pour cordes et l'Ouverture 1812 datent également de 1880. Un an plus tard, son grand ami Nikolaï Rubinstein meurt. Profondément touché, Tchaïkovski compose son superbe Trio pour piano, pièce dédiée à son ami décédé. Tchaïkovski loue une maison près de Klin, non loin de Moscou. Cette maison est devenue un musée consacré au compositeur. Sur des textes d'Apollon Maïkov, il écrit la cantate Moscou pour le couronnement de l'empereur Alexandre III (1883). Il compose Manfred (1885), sa cinquième symphonie (1888), son deuxième ballet, La Belle au bois dormant (1889), qui est un triomphe, ainsi qu’un opéra fondé sur une nouvelle brève d'Alexandre Pouchkine : La Dame de pique (1890).
En 1890, sa mécène la baronne von Meck, rencontre des problèmes financiers et ne peut plus lui allouer sa pension. La vraie raison serait en fait que la richissime Mme von Meck aurait été profondément choquée par la découverte de l’homosexualité du compositeur et aurait donc brusquement décidé de rompre leur correspondance. Il est aussi probable qu’elle souhaitait marier une de ses filles au compositeur, projet incompatible avec l'orientation sexuelle de ce dernier, et qu’elle dut y renoncer. Cet épisode frappe durement Tchaïkovski.
En 1891, il fait un voyage jusqu’aux États-Unis. Ses œuvres, qu’il dirige lui-même lors de l’inauguration de la salle new-yorkaise Carnegie Hall, remportent un franc succès. En 1892, son troisième ballet Casse-Noisette voit le jour, mais il ne rencontre pas, dans un premier temps, un succès aussi retentissant que la beauté de la musique pouvait le laisser espérer.
Les 1er et 2 janvier 1893, lors d’un déplacement de Berlin à Paris, Tchaïkovski fait halte à Montbéliard pour revoir Fanny Dürbach, qui s’était retirée dans sa ville natale.

### Mort et funérailles

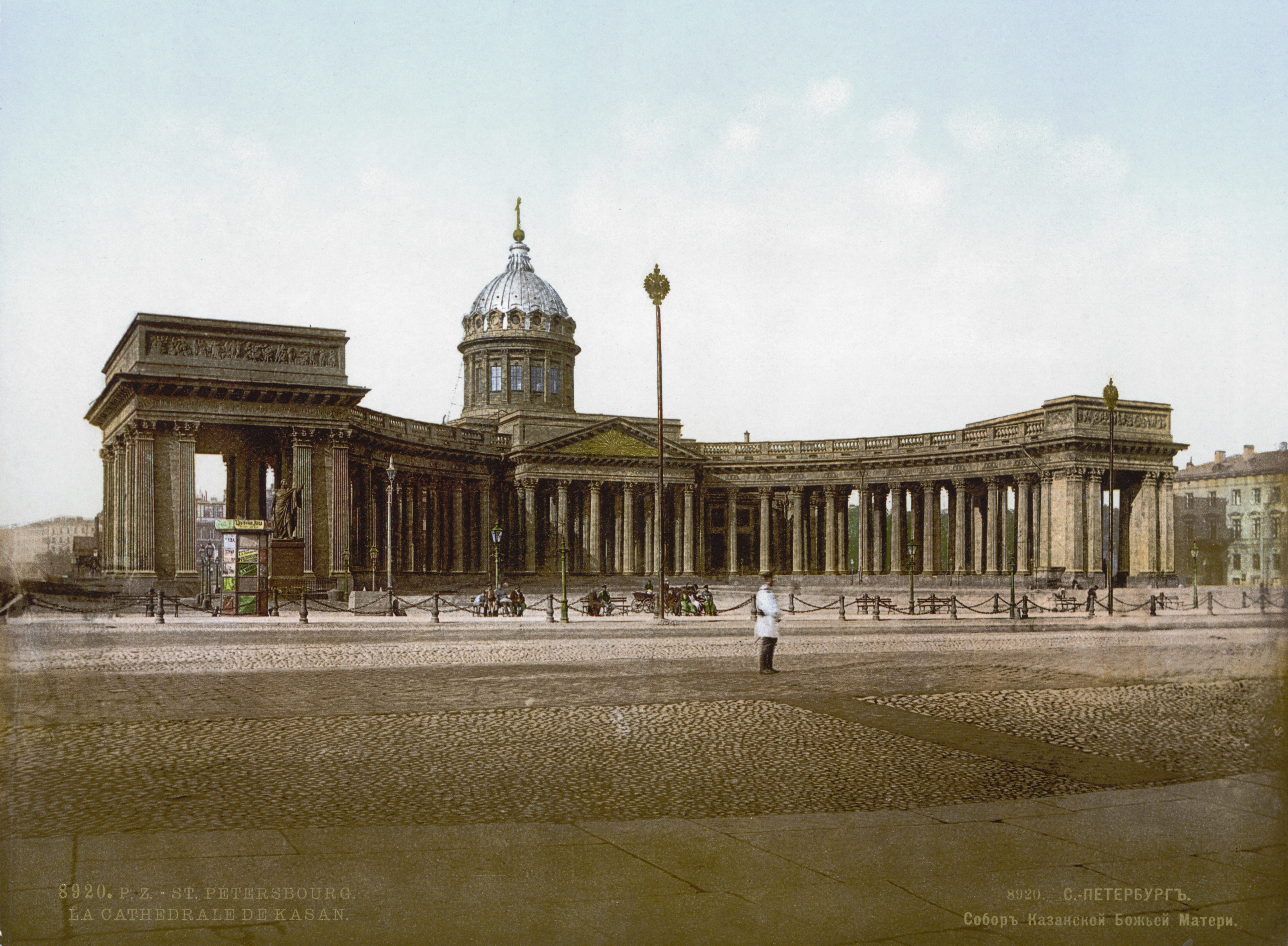
Vue de la cathédrale Notre-Dame-de-Kazan, située sur la perspective Nevski à Saint-Pétersbourg.

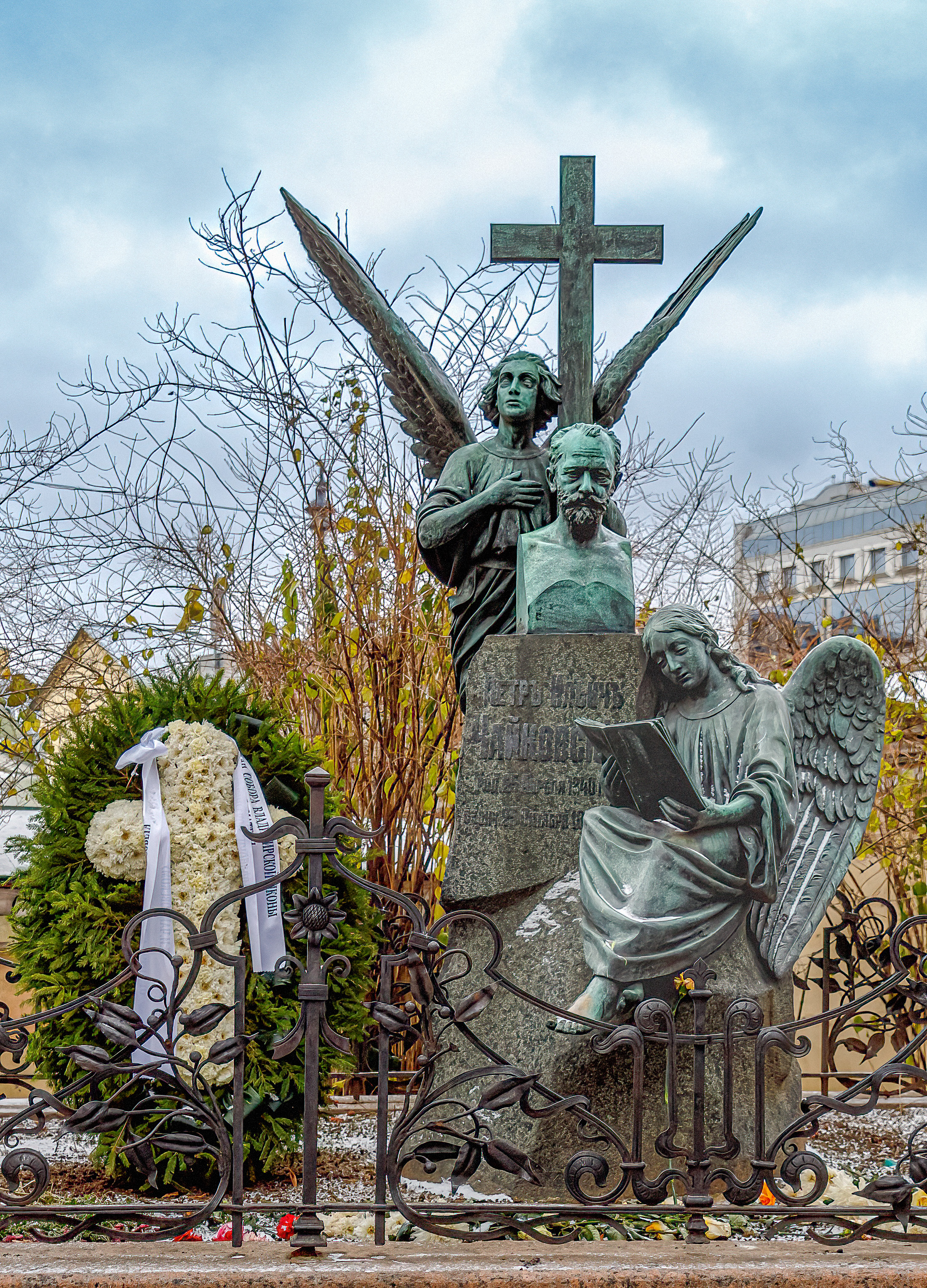
Tombe de Tchaïkovski à Saint-Pétersbourg.

Tchaïkovski meurt le 6 novembre 1893 à Saint-Pétersbourg, dans l'appartement de son frère Modeste, au 13 rue Malaïa Morskaïa, neuf jours après la création de sa sixième symphonie « Pathétique ». Il bénéficie de funérailles nationales célébrées par l'évêque de Narva, Mgr Nicandre Moltchanov à la cathédrale Notre-Dame de Kazan auxquelles assistent près de huit mille personnes. Le cercueil de Tchaïkovski est porté par des proches, dont le prince Alexandre d'Oldenbourg (1844-1932), cousin de l'empereur, les frais des funérailles étant couverts par la Maison de Sa Majesté impériale. Le chœur de la cathédrale et le chœur de l'Opéra impérial russe accompagnent la cérémonie, en présence de son ami le grand-duc Constantin de Russie qui écrit le lendemain dans son Journal que « les murs de la cathédrale n'étaient pas suffisants pour contenir ceux qui voulaient prier pour le repos de l'âme de Piotr Ilitch ». L'inhumation a lieu ensuite au cimetière Tikhvine du monastère Saint-Alexandre-Nevski, sa tombe se trouve aux côtés de celles d'Alexandre Borodine, Mikhaïl Glinka, Nikolaï Rimski-Korsakov, Mili Balakirev et Modeste Moussorgski. Du fait de son innovation dans la forme et de son contenu émotionnel accablant pour certains, la « Pathétique » fut reçue la première fois avec un silence d'incompréhension de la part du public. Vingt jours plus tard, sous la direction d'Eduard Nápravník lors d'un concert en mémoire du compositeur, la symphonie fut reçue plus favorablement. Elle est devenue depuis l'une des compositions de Tchaïkovski les plus célèbres.
On attribue généralement au choléra la mort du compositeur, qui aurait bu de l'eau de la Neva non stérilisée. Le manque de preuves quant au diagnostic de la maladie, la confusion des témoignages des proches, et la considération des effets de l'alcool et du tabac à long terme ne permettent cependant pas de clarifier les causes exactes de son décès. Certains pensent qu’il s'agirait d'un suicide. D'après l'une des théories, à la suite de la découverte de la relation du compositeur avec le jeune officier de dix-sept ans Victor Stenbock-Fermor, le neveu (mineur) du prince Stenbock-Fermor, maréchal du palais, ce dernier aurait dénoncé le compositeur par une lettre au procureur Nikolaï Borissovitch Jacobi et Tchaïkovski aurait en fait été poussé au suicide (boire un flacon d'arsenic) par un tribunal d'honneur constitué d'anciens étudiants du Collège impérial de la Jurisprudence de Saint-Pétersbourg. Cette théorie fut présentée par la musicologue russe Alexandra Orlova en 1979 après son émigration aux États-Unis, sur les bases de « révélations » qui lui furent faites en 1966 par Alexandre Voïtov, ancien élève et historien du Collège impérial de la Jurisprudence de Saint-Pétersbourg.

## Œuvres
L’œuvre de Tchaïkovski est une heureuse synthèse des œuvres classiques occidentales et de la tradition russe représentée de manière contemporaine, entre autres, par Modeste Moussorgski et le Groupe des Cinq. Sa musique, reflet de sa nature hypersensible et tourmentée, est très personnelle et d'une infinie sensibilité. Elle bénéficie d’une orchestration riche et variée. Tchaïkovski est aujourd’hui un des compositeurs les plus célèbres et compte parmi les compositeurs russes les plus populaires.

### Style musical

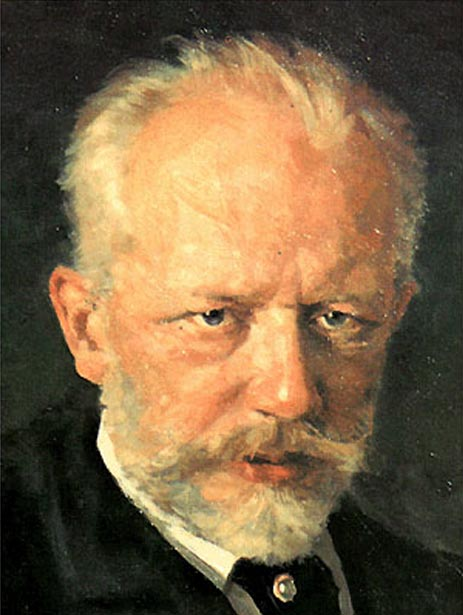
Détail de son portrait par Nikolaï Kouznetsov (1893).

Tchaïkovski s'essaya plusieurs fois aux mesures asymétriques (par exemple, dans sa cinquième symphonie ou ses dix-huit pièces pour piano), mais s'en tenait généralement aux mesures régulières. Tchaïkovski était un maître de l'harmonie, des pratiques occidentales jusqu'à la gamme par tons (qu'il utilise dans le dernier mouvement de sa deuxième symphonie, par exemple). Ayant composé la majeure partie de ses œuvres pour l'orchestre, son style musical devenait de plus en plus conditionné par les couleurs orchestrales qu'il employait, surtout après la composition de sa deuxième suite pour orchestre. Bien qu'il ait établi son style sur des fondements occidentaux, il préférait les couleurs d'orchestre nettement contrastées, dans la continuité de Mikhaïl Glinka. Ainsi, il employait essentiellement les instruments aigus pour leur délicatesse, leur légèreté, mais en contrebalancement, explorait les couleurs plus sombres, voire lugubres des instruments les plus graves.

### Réception
Bien que populaire, sa musique fit très vite l'objet de certaines critiques. Son caractère sentimental a pu faire l'objet de discussions. L'écrivain autrichien Hermann Broch, par exemple, considère Richard Wagner comme le « plus haut sommet jamais atteint » du kitsch, et ajoute que « même Tchaïkovski n'en est pas loin ». Dans son Journal, l'écrivain polonais Witold Gombrowicz accuse quant à lui Tchaïkovski d'avoir été artistiquement réactionnaire. Il lui reproche en effet d'avoir cherché à revenir en arrière et à refaire ce que l'histoire de la musique avait déjà fait et rendait par conséquent désormais impossible, refusant ainsi l'impératif artistique d'innover, de créer de l'inouï : « L’échec artistique de Tchaïkovski prouve qu’en art on ne peut ni faire demi-tour ni descendre ; la marche arrière et la dégringolade sont interdites. Son œuvre dégage une odeur insupportable : mélange d’insignifiance et de quelque chose de dépassé, de mort, d’enseveli, puis de regonflé artificiellement ; des mélodies médiocres, déjà périmées ! […] Non, il est impossible de revenir en arrière ! De s’abandonner à la facilité ! De dégringoler ! Grimpe, toujours plus haut, sans répit, sans regarder derrière toi, même si tu dois de te casser le cou, même si tout là-haut, au sommet, il n’y a que des pierres. Beethoven [par exemple] n’est plus aujourd’hui un but à atteindre. Toute la valeur de sa musique tient à ce qu’elle ne pourra plus jamais être répétée ». Selon une autre personne, « […] petites joies, petites peines, c'est tout ce que le piano lui soutire. La veine élégiaque, si pure chez un Scriabine, tourne chez lui en eau boueuse. Pour un moment exceptionnel, celui de la Berceuse op. 72, que de pénibles méandres, que de laides circonvolutions ! ».
Cependant Tchaïkovski demeure généralement reconnu comme un des compositeurs majeurs de l'histoire de la musique. Il a durablement influencé d'autres compositeurs tels que Sergueï Rachmaninov (1873-1943).

### Liste
Tchaïkovski laisse 159 œuvres musicales.

#### Ballets
- Le Lac des cygnes, op. 20 (1875-1876)
- La Belle au bois dormant, op. 66 (1888-1889)
- Casse-Noisette, op. 71 (1891-1892)

#### Symphonies
- no 1 en sol mineur « Rêves d’hiver », op. 13 (1866)
- no 2 en ut mineur « Petite Russie », op. 17 (1872)
- no 3 en ré majeur « Polonaise », op. 29 (1875)
- no 4 en fa mineur, op. 36 (1877)
- Symphonie Manfred, op. 58 (1885)
- no 5 en mi mineur, op. 64 (1888)
- no 6 en si mineur « Pathétique », op. 74 (1893)
- Symphonie en mi bémol majeur (1891-1892, inachevée)

#### Ouvertures et autres œuvres pour orchestre
- L'Orage, op. 76 (1864)
- Ouverture en fa majeur (1865, rev. 1866)
- Ouverture solennelle sur l'hymne national danois, op. 15 (1866, rev. 1892)
- Fatum, op. 77 (1868)
- Roméo et Juliette (1869, rev. 1870, 1880)
- La Tempête, op. 18 (1873)
- Marche slave, op. 31 (1876)
- Francesca da Rimini, op. 32 (1876)
- Capriccio italien, op. 45 (1880)
- Sérénade pour cordes, op. 48 (1880)
- Ouverture solennelle 1812, op. 49 (1880)
- Hamlet, op. 67 (1888)
- Le Voïévode, op. 78 (1890-1891)

#### Concertos et pièces concertantes
- Concerto pour piano no 1 en si bémol mineur, op. 23 (1874-1875, rev. 1879 et 1889)
- Sérénade mélancolique, op. 26 (1875)
- Variations sur un thème rococo, op. 33 (1876)
- Valse-scherzo, op. 34 (1877)
- Concerto pour violon en ré majeur, op. 35 (1878)
- Concerto pour piano no 2 en sol majeur, op. 44 (1879-1880)
- Fantaisie de concert, op. 56 (1884)
- Pezzo capriccioso, op. 62 (1887)
- Concerto pour piano no 3 en mi bémol majeur, op. 75 (1893)
- Andante et Finale, op. 79 (1893)

#### Suites
- no 1 en ré mineur, op. 43 (1878-1879)
- no 2 en ut majeur, op. 53 (1883)
- no 3 en sol majeur, op. 55 (1884)
- no 4 en sol majeur « Mozartiana », op. 61 (1887)
- Casse-Noisette, op. 71a (1892) : huit numéros extraits du ballet du même nom rassemblés par Tchaïkovski.

Des suites existent aussi pour les ballets le Lac des cygnes (op. 20a) et la Belle au bois dormant (op. 66a), mais celles-ci ne sont pas authentiques, puisqu'elles n'ont pas été compilées par le compositeur (bien que celui-ci ait envisagé de le faire) et ne furent publiées qu’après sa mort.

#### Musique de chambre
- Quatuor à cordes en si bémol majeur (1865)
- Quatuor à cordes no 1 en ré majeur, op. 11 (1871)
- Quatuor à cordes no 2 en fa majeur, op. 22 (1873-1874)
- Quatuor à cordes no 3 en mi bémol mineur, op. 30 (1876)
- Souvenir d'un lieu cher, op. 42 (1878)
- Trio pour piano en la mineur, op. 50 (1881-1882)
- Souvenir de Florence, op. 70 (1890)

#### Pièces pour piano
Tchaïkovski a écrit une centaine de pièces pour piano, dont les plus célèbres sont Les Saisons, op. 37a.
- Souvenir de Hapsal, op. 2
- Trois morceaux, op. 9
- Deux morceaux, op. 10
- Six morceaux pour piano, op. 19
- Six morceaux composés sur un seul thème, op. 21
- Les Saisons, op. 37 bis
- Album d'enfants, op. 39
- Douze morceaux, op. 40
- Six morceaux pour piano, op. 51
- Dix-huit pièces, op. 72
- Sonate en ut dièse mineur
- Sonate nº 2 « Grande Sonate » en sol majeur, op.37
- Scherzo à la russe et Impromptu, op. 1
- Valse-caprice, op. 4
- Romance, op. 5
- Valse-scherzo, op. 7
- Capriccio, op. 8
- Doumka, op. 59

#### Musique sacrée
- Liturgie de saint Jean Chrysostome

#### Chansons
- Six chansons françaises, op. 65 – sur des poésies en français de Paul Collin (1888)

#### Musiques de scène
- Snégourotchka, op. 12 (1873)
- Hamlet, op. 67a (1888)

#### Opéras
Tchaïkovski composa onze opéras dont les deux plus célèbres, Eugène Onéguine et La Dame de Pique, figurent en bonne place dans le répertoire lyrique actuel. Ses autres opéras sont moins connus et sont rarement joués hors de Russie.
| Titre en français                                  | Titre original (en russe) | Livret                                    | Première mondiale (date, théâtre, ville)    |
| -------------------------------------------------- | ------------------------- | ----------------------------------------- | ------------------------------------------- |
| Le Voïévode                                        | Воевода                   | Alexandre Ostrovski, Tchaïkovski          | 11 février 1869, Bolchoï, Moscou            |
| Ondine                                             | Ундина                    | Vladimir Sollogoub                        | Jamais représenté                           |
| L'Opritchnik                                       | Опричник                  | Tchaïkovski                               | 24 avril 1874, Mariinsky, Saint-Pétersbourg |
| Vakoula le Forgeron                                | Кузнец Вакула             | Iakov Polonski                            | 6 décembre 1876, Mariinsky, Pétersbourg     |
| Eugène Onéguine                                    | Евгений Онегин            | Tchaïkovski, d’après Pouchkine            | 29 mars 1879, Maly, Moscou                  |
| La Pucelle d'Orléans                               | Орлеанская дева           | Tchaïkovski, d’après Schiller             | 25 février 1881, Mariinsky, Pétersbourg     |
| Mazeppa                                            | Мазепа                    | Viktor Bourénine et T., d’après Pouchkine | 15 février 1884, Bolchoï, Moscou            |
| Les Souliers de la reine (ou Les Caprices d'Oxane) | Черевички                 | Iakov Polonski                            | 31 janvier 1887, Bolchoï, Moscou            |
| L'Enchanteresse                                    | Чародейка                 | Ippolit Chpajinski (en)                   | 1er novembre 1887, Mariinsky, Pétersbourg   |
| La Dame de Pique                                   | Пиковая дама              | Modeste et Piotr T., d’après Pouchkine    | 19 décembre 1890, Mariinsky, Pétersbourg    |
| Iolanta                                            | Иоланта                   | Modeste T., d’après Henrik Hertz          | 18 décembre 1892, Mariinsky, Pétersbourg    |

#### Écrits
Tchaïkovski a publié deux ouvrages :
- Guide à l'étude pratique de l'harmonie (en russe : Руководство к практическому изучению гармоний), 1871.
- Un bref manuel d'étude de l'harmonie (en russe : Краткий учебник гармоний), 1875.

##### Version étrangère
- (en) Peter Ilyitch Tchaikovsky, Guide to the Practical Study of Harmony, Dover Publications, 2005, 144 p. (ISBN 978-0-486-44272-3, lire en ligne).

## Dans les arts et la culture populaire

### Astronomie
- En astronomie, sont nommés en son honneur (2266) Tchaikovsky, un astéroïde de la ceinture principale d'astéroïdes[20], et Chaikovskij, un cratère de la planète Mercure[21].

### Filmographie

#### Cinéma
- 1939 : Pages immortelles de Carl Froelich, joué par Hans Stüwe.
- 1948 : Song of My Heart de Benjamin Glazer, joué par Frank Sundström.
- 1969 : Tchaïkovski d'Igor Talankine, joué par Innokenti Smoktounovski.
- 1971 : La Symphonie pathétique de Ken Russell, joué par Richard Chamberlain.
- 2022 : La Femme de Tchaïkovski de Kirill Serebrennikov joué par Odin Biron

#### Télévision

##### Documentaire
- 2020 : Blow Up épisode Tchaïkovsky au cinéma

### Littérature

#### Roman
- 1935 : La Symphonie pathétique de Klaus Mann
- 1993 : Croisière en meurtre majeur de Michel Honaker
- 1996 : Tribunal d'honneur de Dominique Fernandez
- 2014 : Madame Tchaikovski d'Igor Minaiev

### Musées
- Maison de naissance de Tchaïkovski de Votkinsk en Russie
- Mémorial national musée-zapovednik musical P.I. Tchaïkovski

### Iconographie

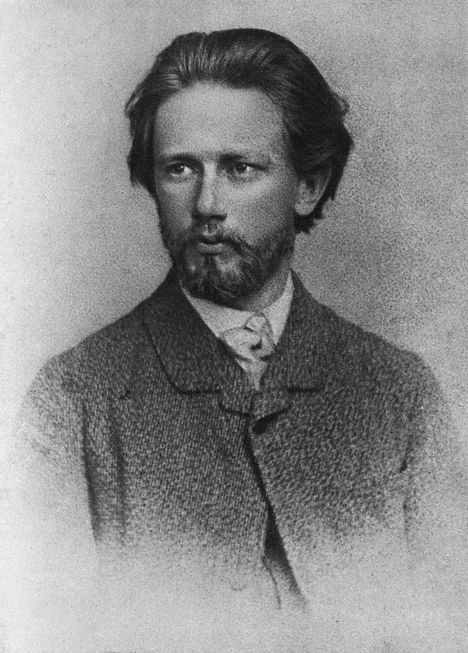
En 1865.
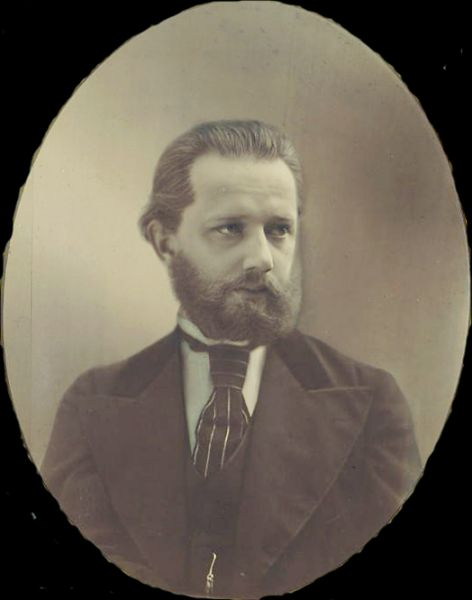
En 1870.
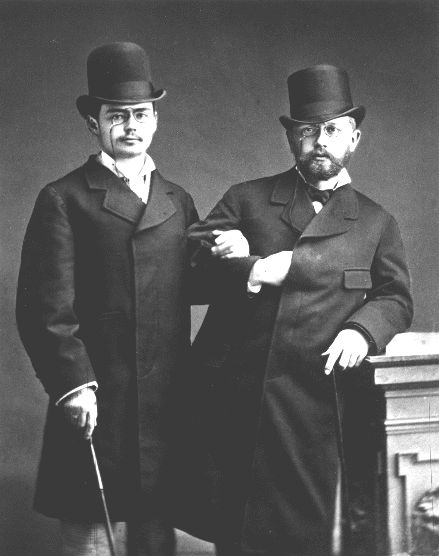
Josef Kotek et Tchaïkovski en 1877.
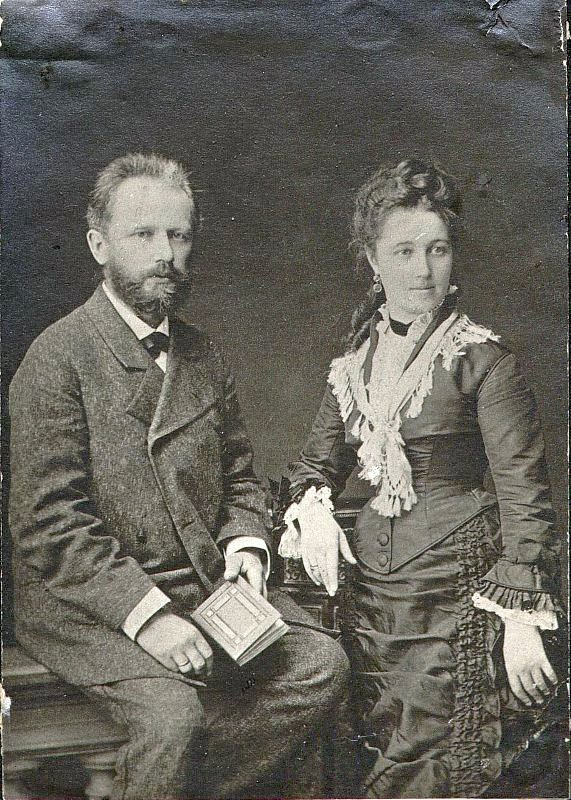
Avec son épouse Antonina Milioukova en 1877.
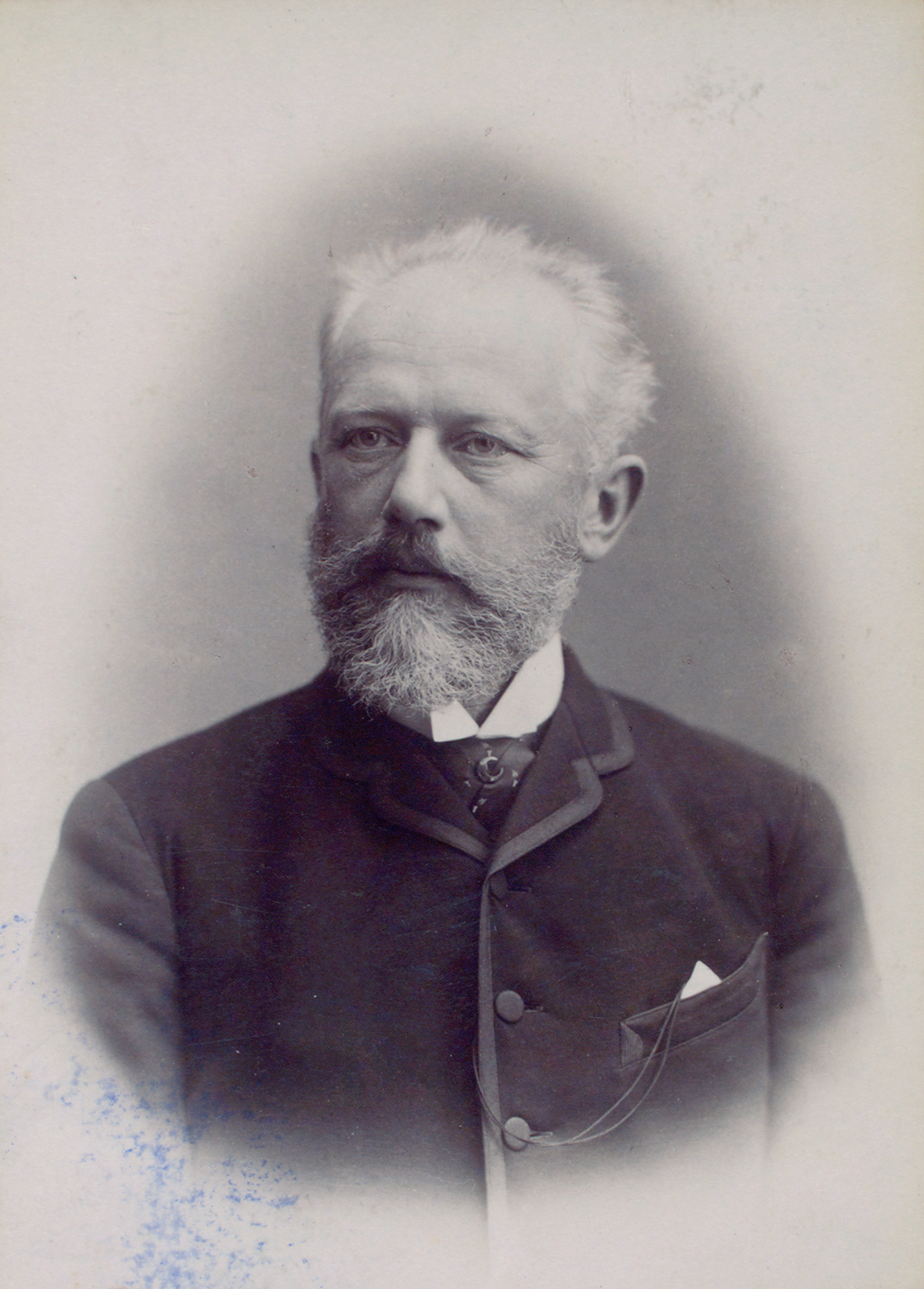
En 1886.
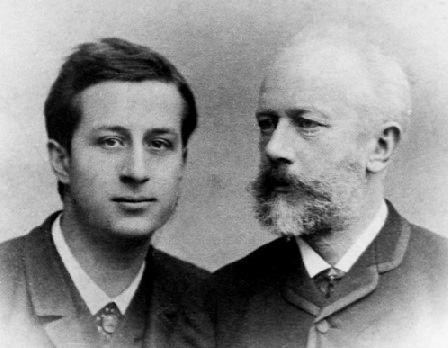
Alexandre Ziloti et Tchaïkovski en 1887.
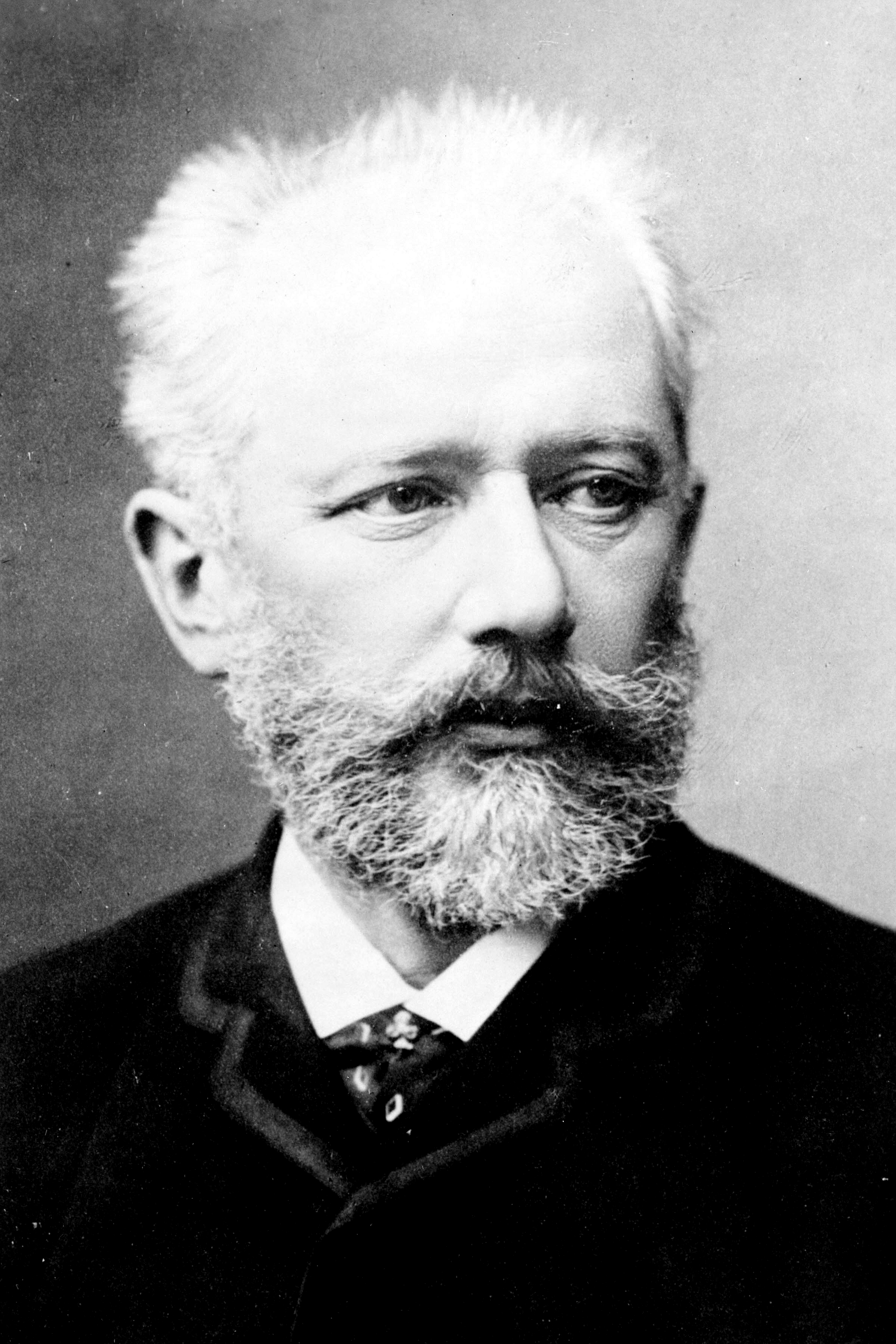
En 1888.
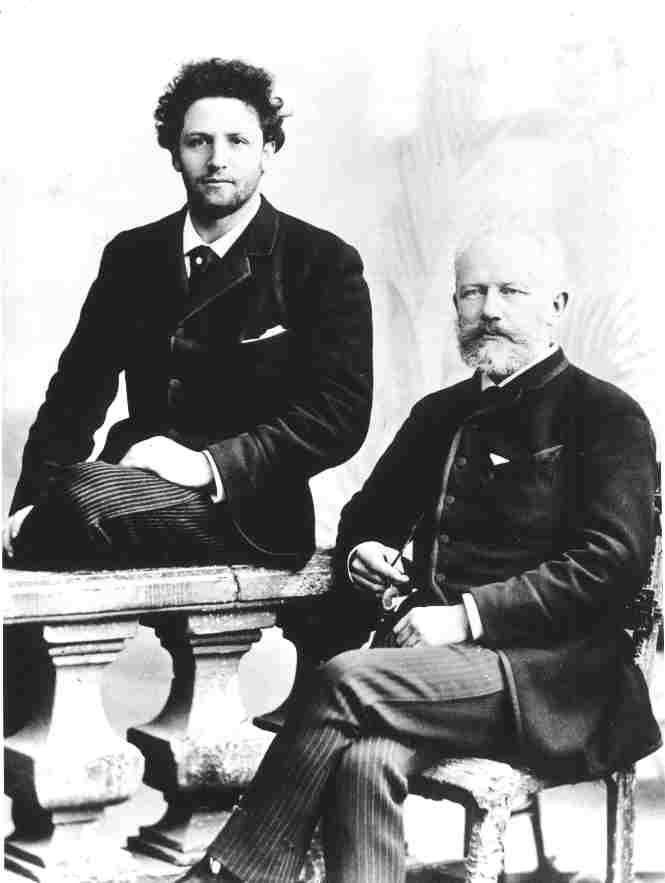
Anatoli Brandoukov et Tchaïkovski le 18 mai 1888.
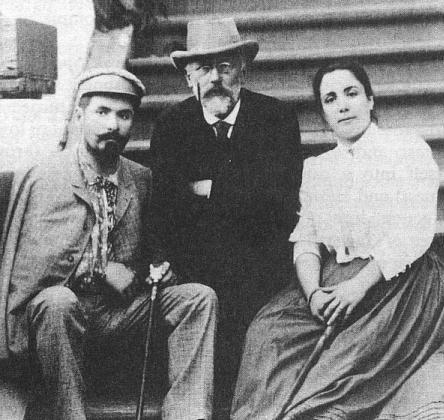
Avec les chanteurs Medea et Nikolaï Figner en 1890.
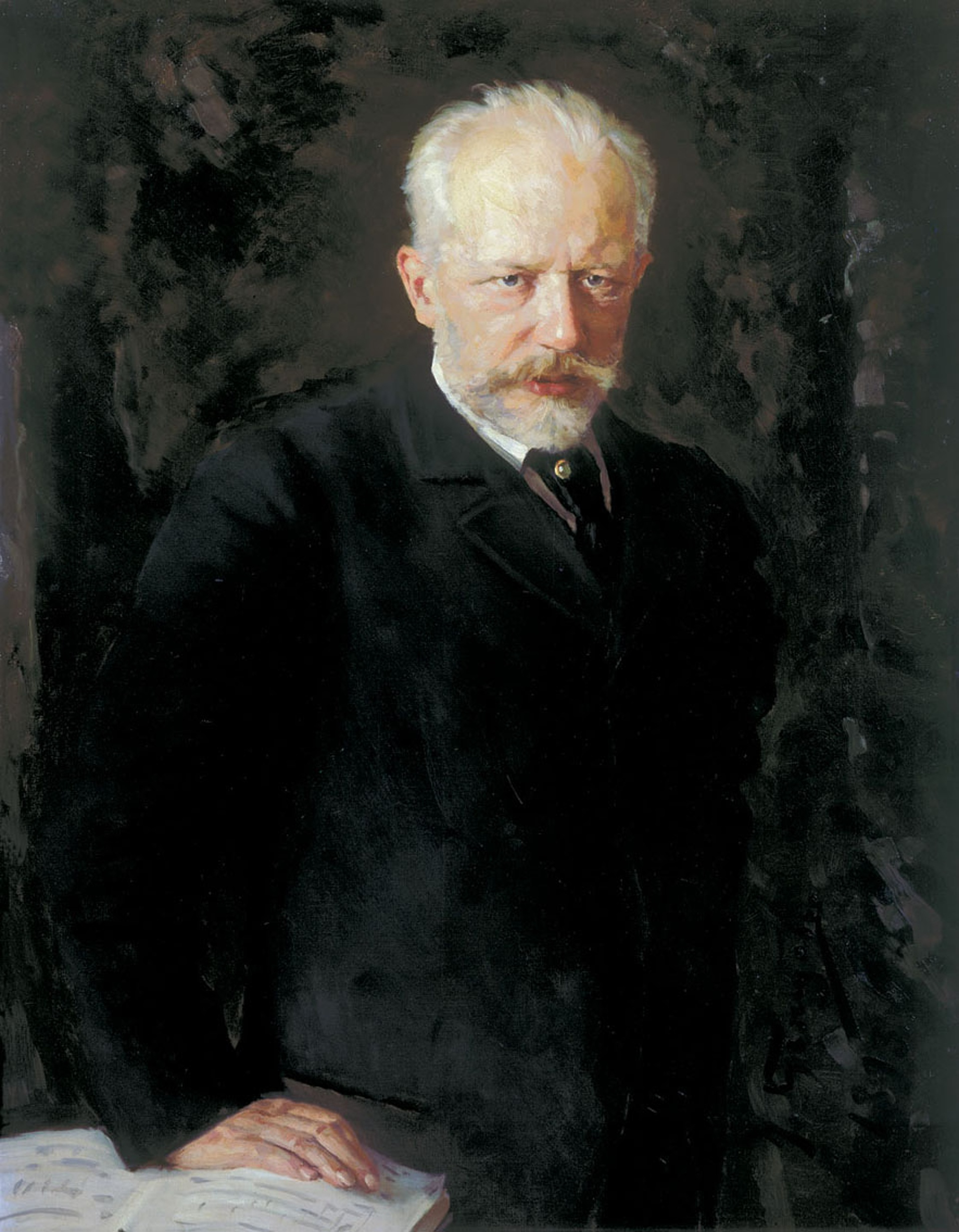
Piotr Ilitch Tchaïkovski, huile sur toile, 1893, Nikolaï Kouznetsov, galerie Tretiakov.
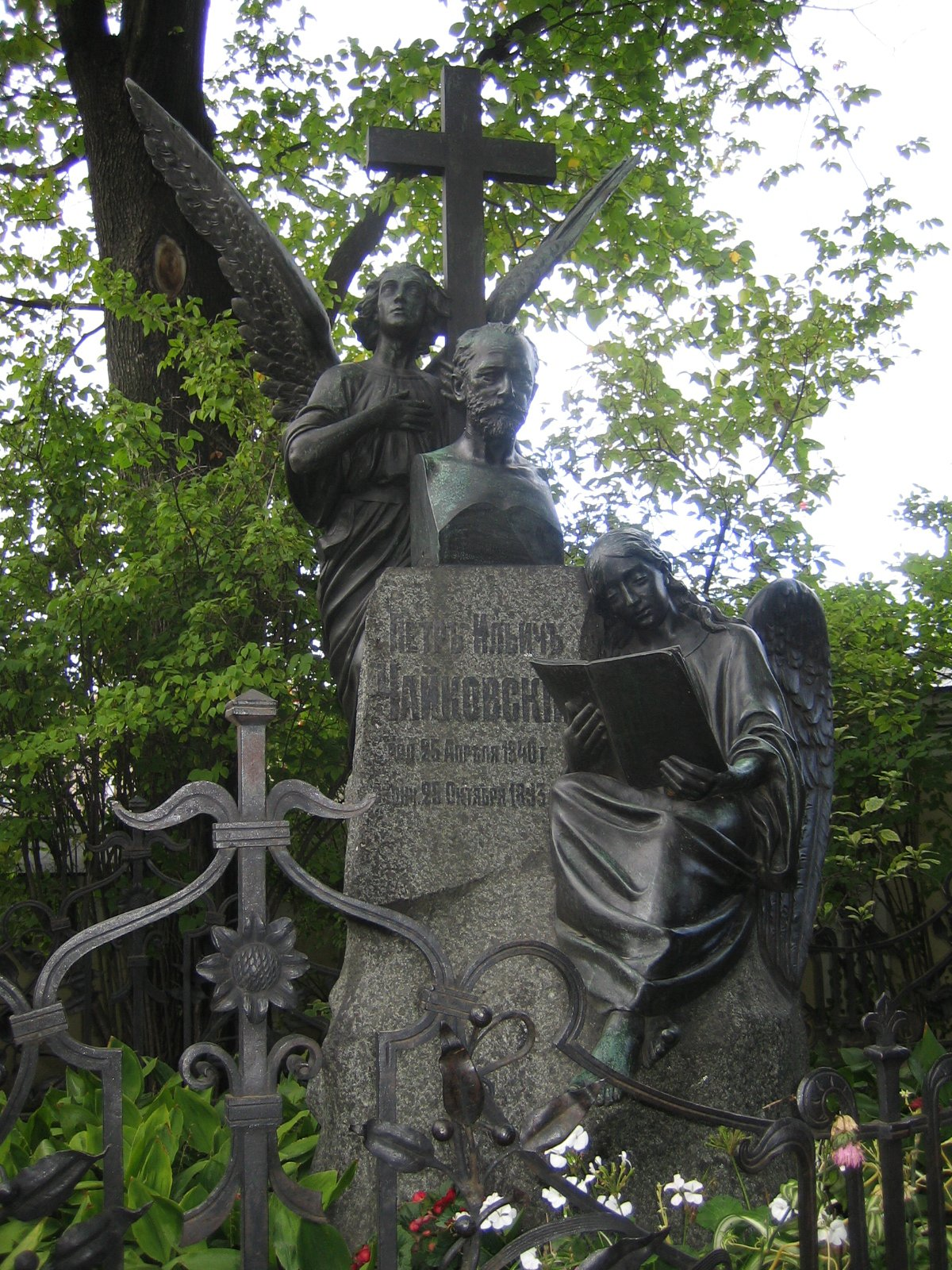
Sa Tombe.
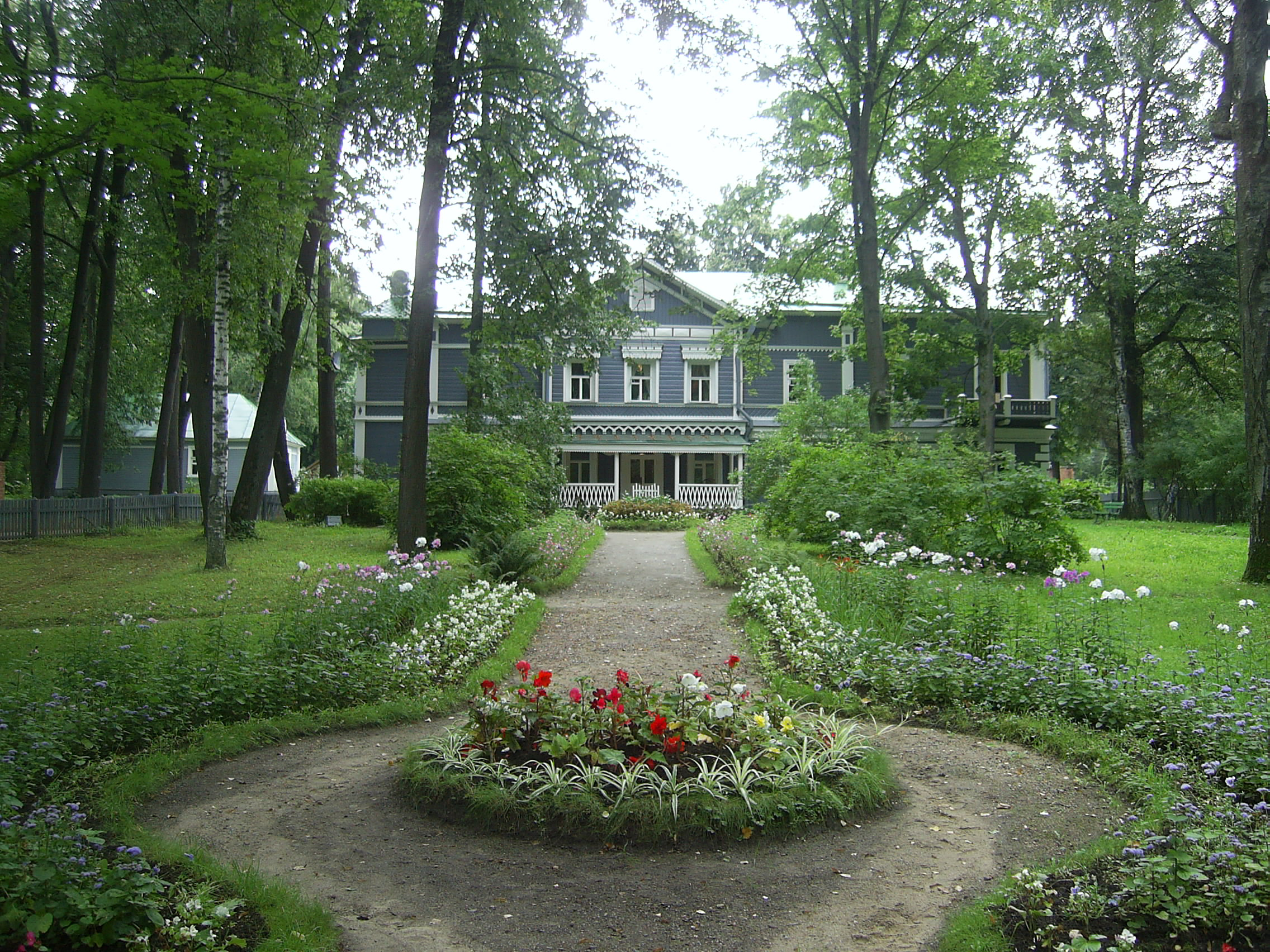
Sa maison à Klin, devenue un musée.
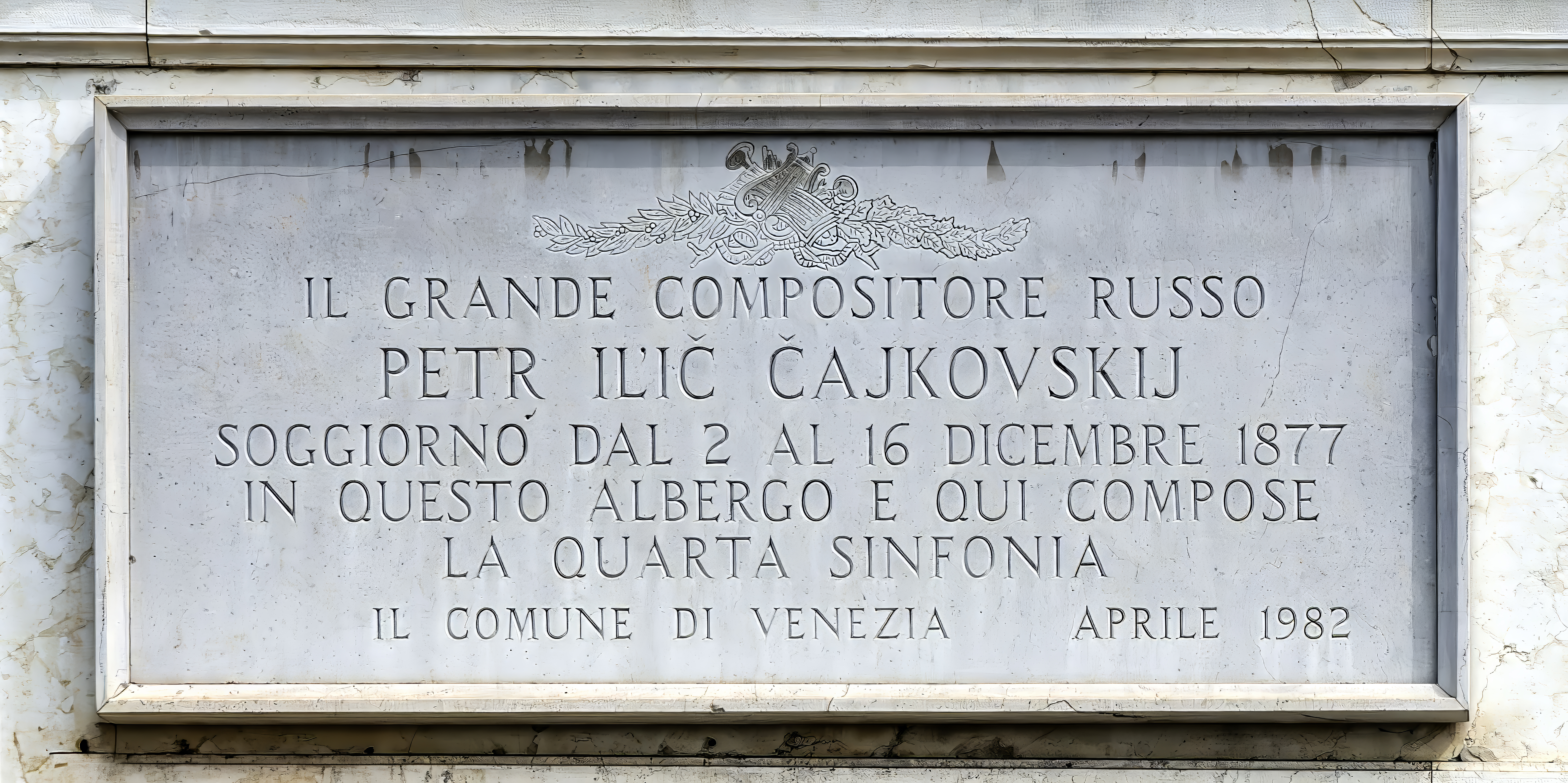
Plaque vénitienne lui rendant hommage[j].

## Œuvres inspirées de la musique de Tchaïkovski

### Par les studios Disney
- 1959 :
- The Peter Tchaikovsky Story de Charles Barton
- La Belle au bois dormant de Clyde Geronimi
- 2014 : Maléfique de Robert Stromberg
- 2018 : Casse-Noisette et les Quatre Royaumes de Lasse Hallström, Joe Johnston

### Autres
- James McTeigue, V pour Vendetta, 2005, film.
- Radu Mihaileanu, Le Concert, 2009, film.
- Darren Aronofsky, Black Swan, 2010, film.
- Paul Schilbi, Le Prince Casse-Noisette, 1990, film.
- Michel Honaker, Croisières en meurtre majeur, 1993 -2004 .
- Jean-Jacques Annaud, L'Ours, 1988. Thème musical du film tiré de Les Saisons, juin-barcarole.
- Jacques Brel a dit, dans une interview, s'être inspiré d'une œuvre de Tchaïkovski pour sa chanson Ne me quitte pas.